# 四日市市立三重西小学校
四日市市立三重西小学校（よっかいちしりつ みえにししょうがっこう）は、三重県四日市市三重三丁目にある公立小学校。
三重団地内に位置するニュータウン校である。

## 沿革
- 1975年（昭和50年）4月 - 四日市市立三重小学校から分離独立。児童数222名、8学級、職員15名。
- 1975年（昭和50年）6月 - 加藤寛嗣四日市市長（当時）を招いて開校式を挙行。
- 1976年（昭和51年）3月 - 校歌制定（作詞：中井正義・作曲：小林仁）。
- 1982年（昭和57年）4月 - この時点で児童数1181名、33学級、職員37名。
- 1982年（昭和57年）12月 - 禽舎工事完成。
- 2001年（平成13年）9月 - コンピュータ室を設置。
- 2004年（平成16年）8月 - 防犯カメラを4台設置。
- 2005年（平成17年）6月 - 30周年記念事業として、普通教室に扇風機設置。

## 通学区域
- 四日市市
  - 三重1丁目 - 9丁目、南坂部町、尾平町（一部）、生桑町（一部）

卒業生は基本的に四日市市立三重平中学校へ進学する。

## 周辺
- 四日市市立三重平中学校
- 四日市三重団地簡易郵便局

## アクセス
- 三重交通バス 三重8丁目にて下車
- 国道365号 坂部から三重団地に入る

## その他
- The Shiawase「三重西小学校」 : ミュージックビデオに三重西小学校が登場する。